# Casa Museo de Sattar Bahlulzade
La Casa Museo de Sattar Bahlulzade es el museo conmemorativo dedicado al pintor de Azerbaiyán, Sattar Bahlulzade, ubicado en Bakú.

## Historia
El museo fue creado según la orden del presidente Heydar Alíyev, en el año 1994, con sede en la casa de Bahlulzade, ubicada en Bakú. El 22 de mayo de 2014 fue inaugurado después de una renovación y restauración.

## Exposición
La casa museo consta de una casa de dos plantas y un patio. La exposición de las obras se encuentra en el pasillo y en cinco habitaciones de la casa. En el pasillo se exhiben las fotos personales de Bahlulzade. También se exponen sus pinceles y pinturas, los artículos de prensa y las publicaciones científicas.

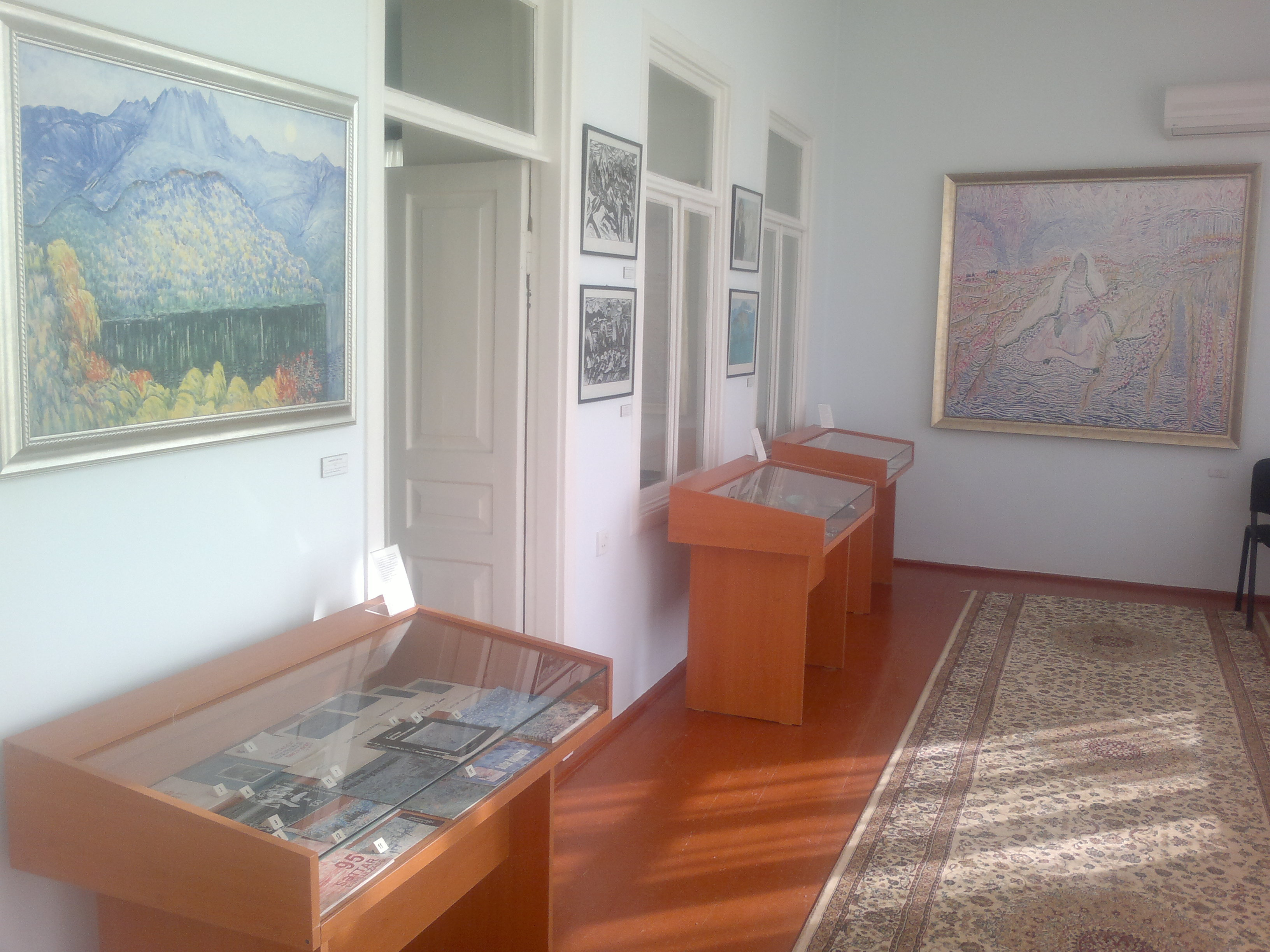
El pasillo del museo
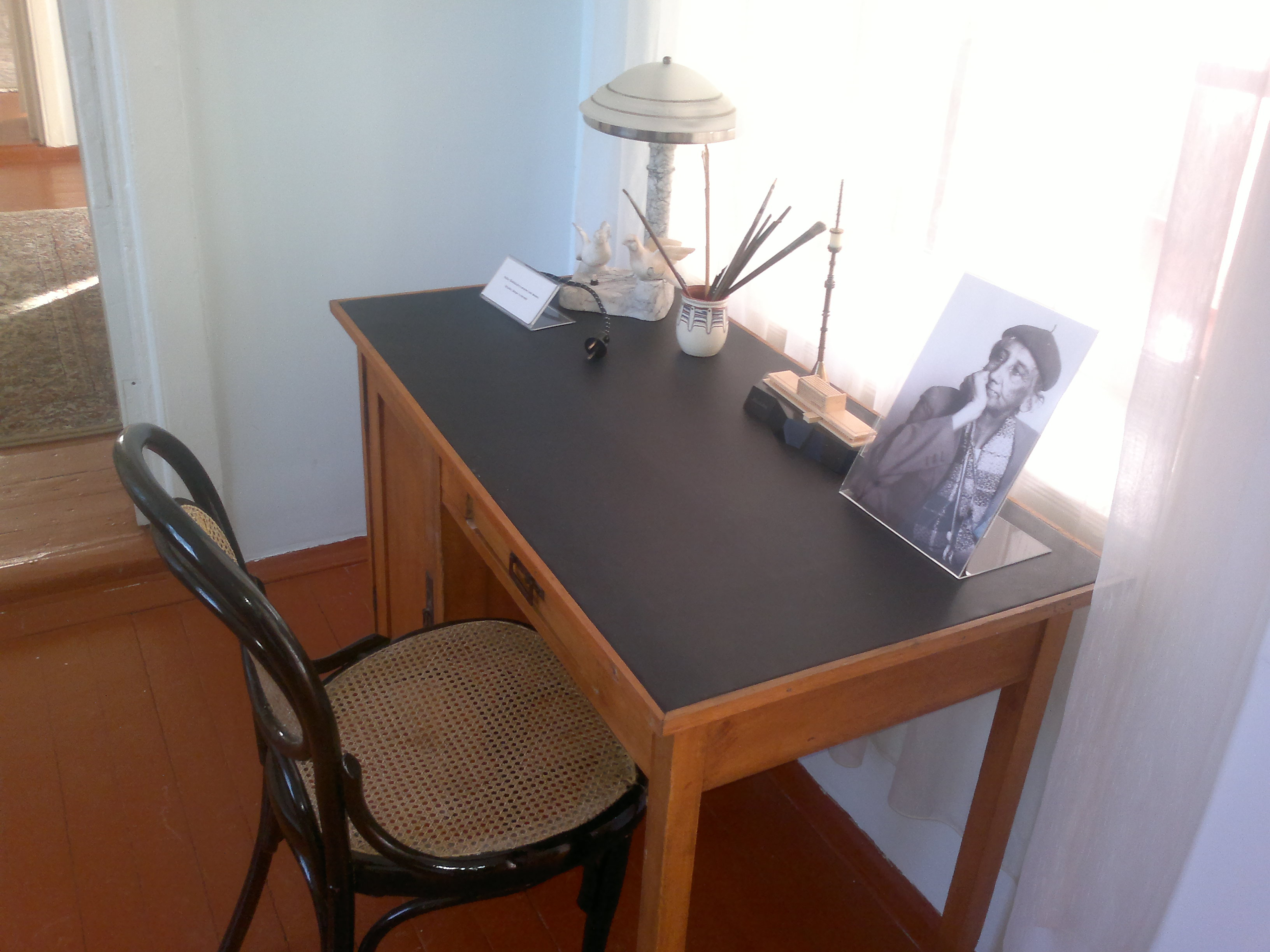
El escritorio
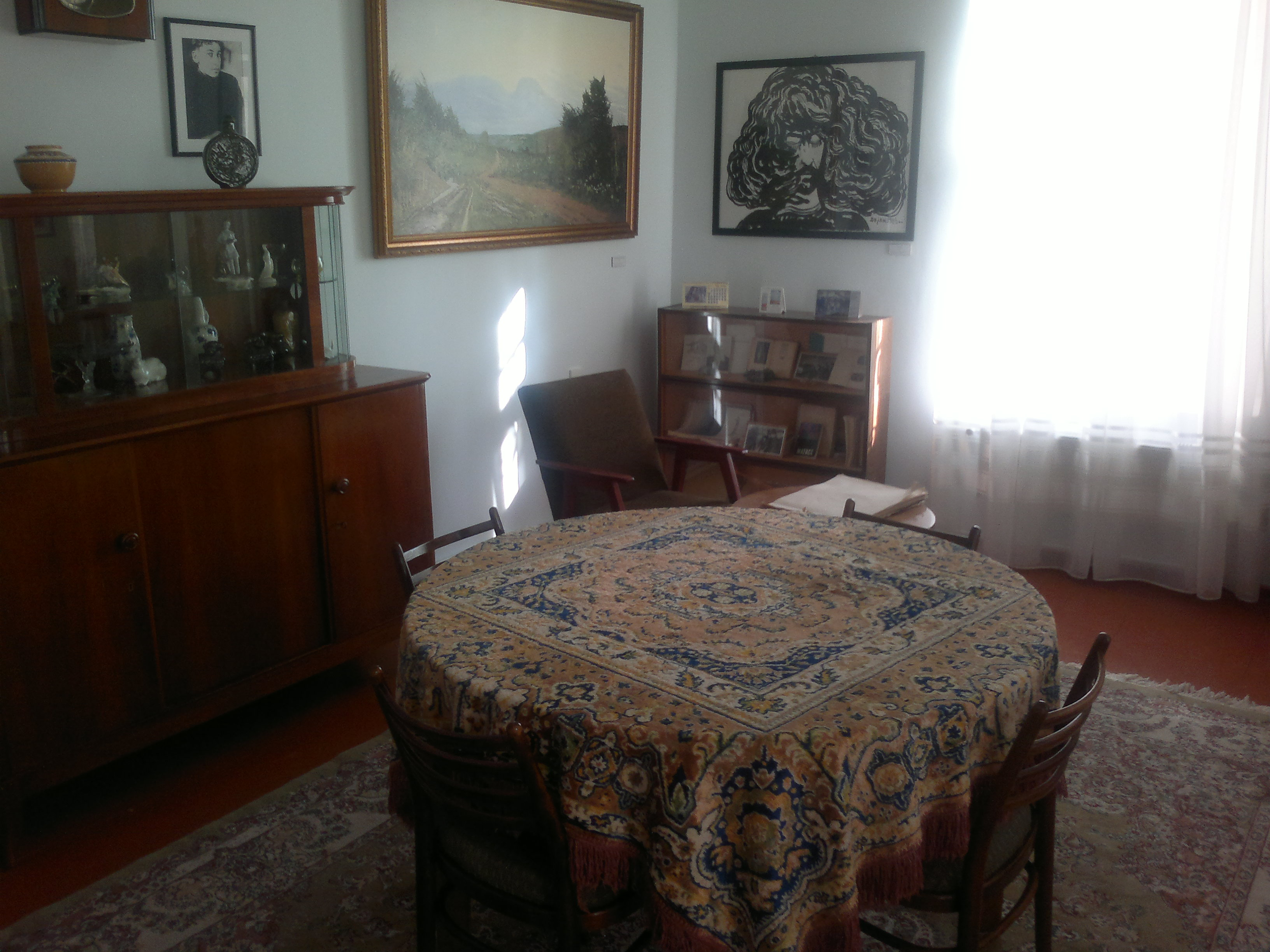
Sala de estar
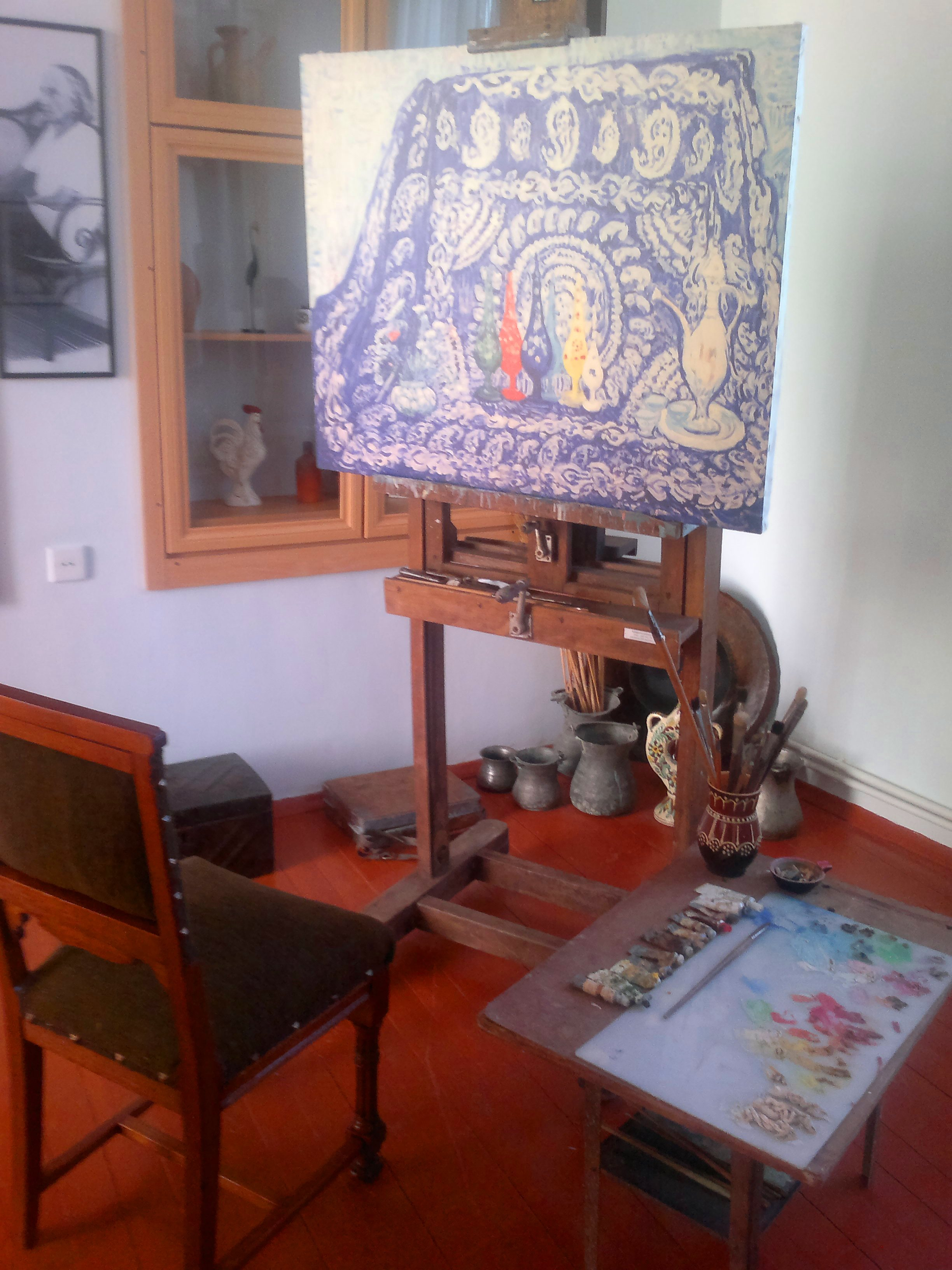
Taller del artista